# Смеречинська-Шуль Рожа
Смеречи́нська-Шуль Ро́жа (нар. 1914, Львів — пом. 1986, Філадельфія), музикознавиця і викладачка музики; студіювала у Львові. З 1950 року жила в США, викладачка Українського музичного інституту. Авторка праці «Основи музичного мистецтва» (1973).

## Біографія
Вивчала музикознавство у Львові, спочатку в консерваторії. Потім продовжувала освіту в Львівському університеті в А. Хибінського, В. Подляхи і С. Барбаґа. 1939 року отримала ступінь магістра філософії.
З 1952 року викладала фортепіано та теоретичні предмети в Українському музичному інституті (США). Член Української вільної академії наук, Наукового товариства Шевченка.
Авторка праці «Основи музичного мистецтва: теорія і історія» (1973), весь дохід від продажу якої пожертвувала.